# سيرجيو سوزا
سيرجيو سوزا (بالإسبانية: Sergio Souza) (7 مايو 1985 بمونتفيدو في الأوروغواي - ) هو لاعب كرة قدم أوروغواني في مركز الوسط. لعب مع ريفر بليت ومونتيفيديو واندررز وسنترال إسبانيول ونادي أولميدو وC.D. Técnico Universitario ‏.

## وصلات خارجية
- سيرجيو سوزا على موقع قاعدة بيانات كرة القدم.إي يو (الإنجليزية)
- سيرجيو سوزا على موقع Soccerway.com (الإنجليزية)